# Microbotryum chloranthae-verrucosum
Microbotryum chloranthae-verrucosum är en svampart som beskrevs av M. Lutz, Göker, Piatek, Kemler, Begerow & Oberw. 2005. Microbotryum chloranthae-verrucosum ingår i släktet Microbotryum och familjen Microbotryaceae.   Inga underarter finns listade i Catalogue of Life.